# Palais Lantivy

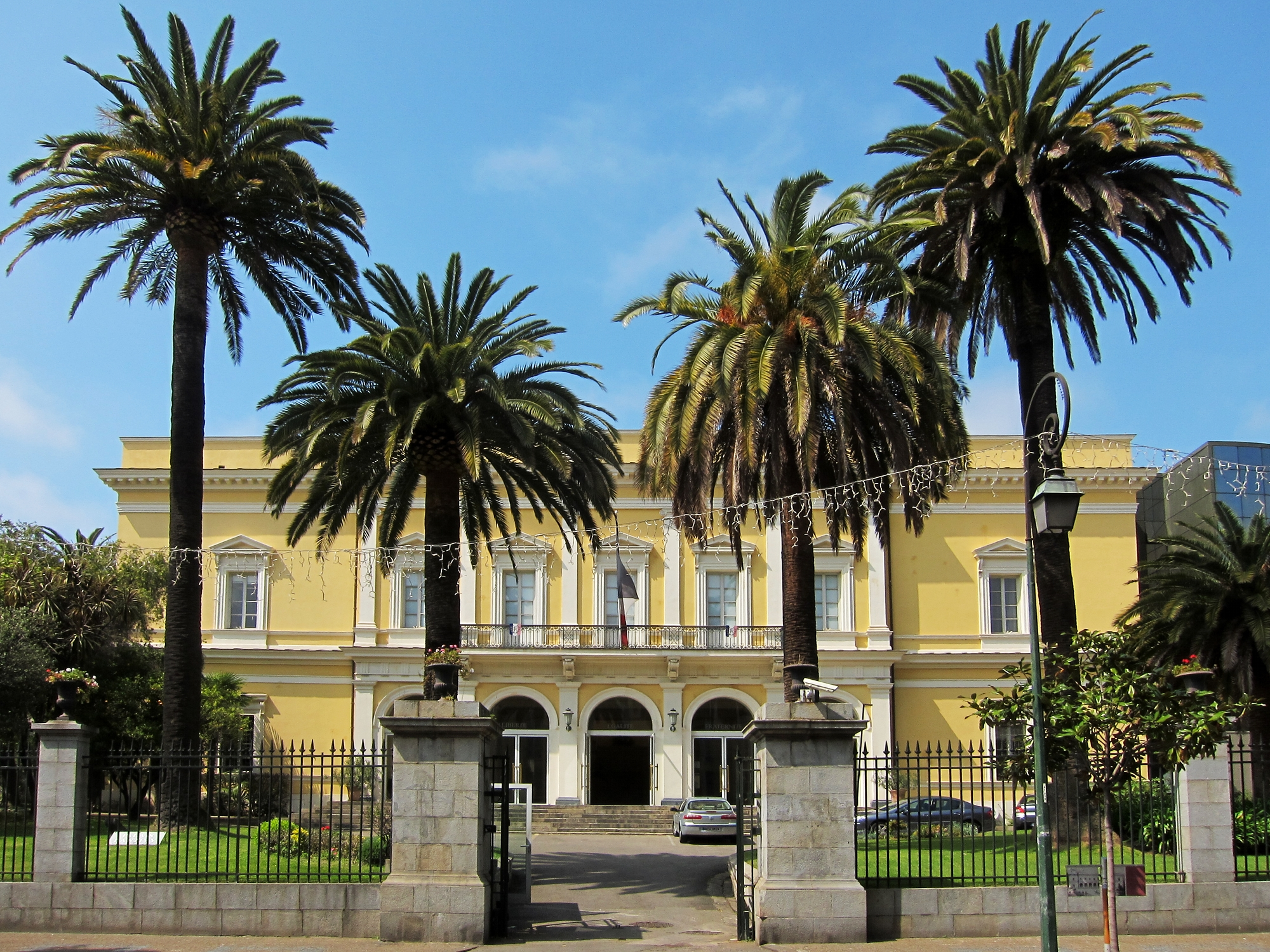
Palais Lantivy, 2011

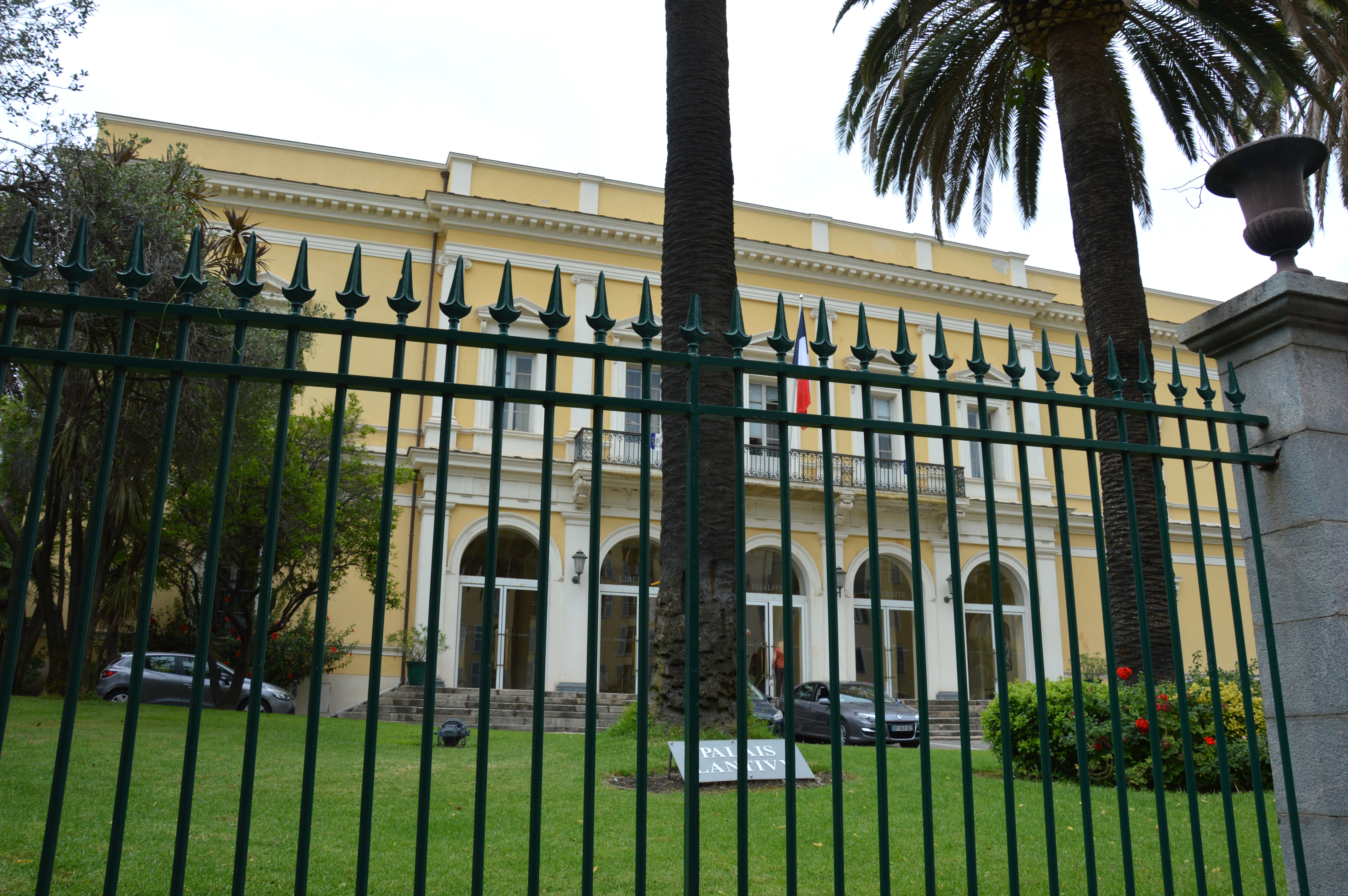
2018

Das Palais Lantivy ist ein denkmalgeschütztes Palais in Ajaccio, der Hauptstadt der Insel Korsika. Es dient als Sitz der Präfektur Korsika.

## Lage
Es befindet sich in der Innenstadt von Ajaccio, nordwestlich der Altstadt an der Westseite der Cours Napoléon.

## Architektur und Geschichte
Mit königlichem Dekret vom 25. September 1822 wurde der Neubau eines Präfektursitzes angeordnet. Das Gebäude wurde dann nach 1824 durch den Architekten Alphonse de Gisors erarbeiteten Plänen errichtet. Die Bauarbeiten begannen 1826 unter Leitung des Ingenieurs Jouvin. Die Grundsteinlegung erfolgte am 2. Juli 1826 durch den Präfekten Jean Benoît Lantivy, auf den auch der Name des Gebäudes zurückgeht.
1829 entschied Jouvin, abweichend von der ursprünglichen Planung, in das Haus Gewölbe einzubauen. Die Einweihung erfolgte 1830, wobei es erst ab 1837 durch den Präfekten Jourdan du Var als Dienstsitz genutzt wurde. Es entstand ein zweigeschossiges Gebäude im Stil des Neoklassizismus auf rechteckigem Grundriss mit quadratischem Atrium. In der Gestaltung erinnert es an französische und italienische Paläste des 17. bzw. 18. Jahrhunderts. Über der Eingangshalle ist ein Beratungsraum angeordnet. Dieser und ein benachbarter Raum sind im neoklassizistischen Stil mit Wand- und Deckenmalereien verziert. Das Büro des stellvertretenden Präfekten ist mit einem mit einem Fresko versehenen Gewölbe überspannt. Auf der Westseite des Gebäudes zum Garten hin ist das Apartment des Präfekten mit Büro, Wohn- und Esszimmer angeordnet.
In späterer Zeit wurden nördlich und südlich etwas zurückgesetzte Gebäudeflügel angefügt, die sich nach Westen in den Garten erstrecken.
Am 30. Januar 1990 wurde das Gebäude als Monument historique eingetragen und wird unter der Nummer PA00099128 geführt. Von 2000 bis 2006 erfolgten umfangreiche Renovierungsarbeiten. Bis 2017 diente das Palais Lantivy als Sitz der Präfektur des Département Corse-du-Sud. Im Dezember 2017 wurde im Garten des Palais zur Erinnerung der Präsidenten der Präfektur der Obelisk errichtet.